# Худобяк, Игорь Орестович
И́горь Оре́стович Худобя́к (укр. Ігор Орестович Худоб'як; род. 5 апреля 1987, Галич, Ивано-Франковская область) — украинский футболист, нападающий

## Клубная карьера
В ДЮФЛ выступал за иванофранковский «Спартак» с 2002 года по 2004 год. Летом 2004 года попал в иванофранковский «Факел». 24 июля 2004 года дебютировал на профессиональном уровне в матче Второй лиги Украины против «Техно-Центра» (2:0), Худобяк вышел на 52 минуте вместо Зеновия Васылива. В своём первом же сезоне в «Факеле» он стал лучшим бомбардиром команды забив 6 мячей.
Вторую половину сезона 2005/06 Худобяк провёл в киевском «Динамо-2» в Первой лиге и сыграл в команде 12 матчей и забил 1 гол. После вернулся в «Факел», в сезоне 2006/07 вместе с командой стал серебряным призёром второй лиги, уступив лишь «Днестру», клуб вышел в первую лигу. Позже команда называлась «Прикарпатье». В «Прикарпатье» стал основным игроком клуба и сыграл за клуб 101 матч и забил 24 мяча.
Зимой 2010 года подписал трёхлетний контракт с «Севастополем». В сезоне 2009/10 «Севастополь» смог стать победителем первой лиги Украины и выйти в Премьер-лигу. В Премьер-лиге дебютировал 24 июля 2010 года в выездном матче против киевского «Арсенала» (0:1), в этом матче Худобяк забил единственный гол, на 71 минуте в ворота Виталия Ревы. Благодаря этому голу «Севастополь» одержал первую победу в Премьер-лиге. В 2011 году играл за белорусский ФК «Гомель». В 2012 году вернулся на Украину в перволиговый «Гелиос» из Харькова, за который играл до конца года.
Во второй половине 2013 года играл в составе команды—новичка второй лиги «Энергии» (Николаев). С восемью голами стал лучшим бомбардиром коллектива. После расформирования «энергетиков» весной 2014 года перешёл в «Тернополь».

## Карьера в сборной
В 2005 году провёл 5 матчей в юношеской сборной Украины до 19 лет.
Худобяк становился победителем двух летних Универсиад, в 2007 в Таиланде, а в 2009 в Сербии. После победы на универсиаде в Таиланде он был награждён званием — мастер спорта международного класса.

## Достижения
Командные
- Бронзовый призёр чемпионата Белоруссии: 2011
- Победитель Первой лиги Украины: 2009/10
- Серебряный призёр Второй лиги Украины: 2006/07
- Бронзовый призёр Второй лиги Украины (2): 2013/14, 2017/18
- Победитель Летней Универсиады (2): 2007, 2009

Личные
- Лучший бомбардир Второй лиги Украины: 2016/17
- Лучший футболист Второй лиги Украины: 2017/18

### Государственные награды
- Медаль «За труд и победу»(06.09.2007)[7]